# آنا نيلسن
آنا نيلسن (بالدنماركية: Anna Nielsen)‏ هي مغنية أوبرا وممثلة دنماركية، ولدت في 4 سبتمبر 1803، وتوفيت في 20 يوليو 1856.

## وصلات خارجية
- آنا نيلسن على موقع ميوزك برينز (الإنجليزية)